# Wohnhaus Stiefelstraße 2
Das Wohnhaus Stiefelstraße 2, Ecke Bakelberg, in Hoya wurde vermutlich im 19. Jahrhundert gebaut.
Das Gebäude nahe der Weser wird auch aktuell (2022) als Wohnhaus genutzt.
Das Gebäude steht unter Denkmalschutz (siehe auch Liste der Baudenkmale in Hoya).

## Geschichte
Das eingeschossige traufständige Gebäude in Fachwerk mit Putzausfachungen und Satteldach wurde vermutlich im 19. Jahrhundert gebaut.